# Межі
Межі — колишнє село в Україні, Покровському районі Дніпропетровської області. Ліквідоване.
Знаходилося у двох кілометрах від смт Чаплине і сіл Отрішки і Хуторо-Чаплине Васильківського району.